# Бердяєв Микола Олександрович
Мико́ла Олекса́ндрович Бердя́єв (рос. Николай Александрович Бердяев; 6 (18) березня 1874, маєток Обухів, під Києвом Російська імперія — 24 березня 1948, Кламар (під Парижем), Французька республіка) — релігійний та політичний філософ, соціолог; представник російського екзистенціалізму та персоналізму. Брат українського поета Сергія Бердяєва.
Є автором близько 40 книг, зокрема: «Сенс творчості», «Філософія вільного духу», «Досліди з психології війни та національності» та багатьох філософських розвідок.

## Життєпис

### Родина
Батько — Олександр Михайлович Бердяєв — українець, походив із дворянського роду київських та харківських поміщиків, що, за традицією, були військовими. Батько служив кавалергардським офіцером, по тому — київським повітовим маршалком шляхти (рос. предводителем дворянства), а за тим — головою правління Київського земельного банку. По батьківській лінії Микола Олександрович Бердяєв доводиться кузеном українській майстрині художньої вишивки, організатору знаменитої артілі «Вербівка» Наталії Михайлівні Давидовій (Гудим-Левкович) через її матір — мецената і організатора художнього промислу в Україні Юлію Миколаївну Гудим-Левкович.
Мати — Аліна (Олександра) Сергіївна, урождена княжна Кудашева — по матері мала польсько-французьке коріння, була онукою Вікторії ур. Потоцької та Октавіана Шуазель-Гуфф'є, правнучкою Станіслава Щенсного Потоцького та Жозефіни Мнішек. Дружина — поетеса Бердяєва, Лідія Юдифівна (уроджена Трушева, у першому шлюбі — Рапп,).
Старший брат — Сергій — український та російський поет, прозаїк, літературний критик, перекладач-поліглот, мистецтвознавець, журналіст, публіцист, видавець.

### Дитинство й освіта
Микола Олександрович Бердяєв народився 6 (18) березня 1874 року в родинному маєтку в Обухові під Києвом. Дитинство його пройшло у сім'ї у Києві. Почав навчатися у Київському кадетському корпусі з другого класу. У корпусі не жив, а лише відвідував заняття. У цей час часто хворів і, залишаючись вдома, багато читав. У шостому класі був переведений у Пажеський корпус, до Петербургу. Але, замість переїзду, йому вдалося здійснити заповітне бажання: підготуватися до екзаменів на атестат зрілості для вступу до університету. 1894 року склав екзамени, отримав атестат і вступив на природничий факультет Київського університету. Через рік перейшов на юридичний факультет.

### Початок творчого шляху до вислання з Росії
1898 року Миколу Бердяєва було заарештовано за участь у соціал-демократичному русі й відраховано з університету.
Одним зі звинувачень проти Бердяєва стали його рукописи, знайдені під час обшуку у письмовому столі. В архіві збереглася пояснювальна записка майбутнього філософа з приводу тих подій («Его превосходительству директору департамента полиции Дворянина Николая Алексеевича Бердяева Объяснительная записка»).
У пояснювальній записці він зазначив:
|  | «У моїх нотатках та рукописах немає нічого спеціально політичного, нічого на злобу дня, нічого, що стосується Росії…» |

Так чи інакше, але саме цієї проблематики торкатиметься Бердяєв упродовж свого наступного творчого шляху мислителя. На початку Бердяєв зацікавився марксизмом, де його захопила ідея сили людини, її влади над природою, однак він ніколи не був революціонером за своєю суттю. Так, уже пізніше він писав:
|  | «Революційна утопія здавалась мені підміною духовного життя. Вони підміняють утраченого Бога... Свобода завжди більше говорила моєму серцю, ніж рівність». |

1900 року був на три роки адміністративно засланий до Вологодської губернії. Два роки жив у Вологді, потім рік у Житомирі. В цей період він відійшов від марксистських поглядів і поступово став сповідувати християнський «містичний реалізм».
Микола Бердяєв не сприйняв революційні події 1905 року, як він написав про це пізніше:
|  | «Я дуже болісно пережив революцію 1905 року. Я почував у ній корінну неправду, кривду її духовної основи, і мене жахнуло моральне виродження в її кінці». Лютневу революцію й падіння монархії філософ розцінив, як «вступ суспільства у велику невідомість». |

 Післяреволюційне майбутнє він бачив, як хаос і нестримане насильство, винищування раси найкращих і знищення культурних традицій:
|  | «Я відчував себе революціонером духу, але зовсім не революціонером у соціально-політичному відношенні. У перші дні перевороту в мене була деяка надія на краще майбутнє, але вона дуже скоро зникла, і я відчув, що Росія на межі прірви». |

Після Жовтневого перевороту 1917 року Микола Бердяєв деякий час жив і досить успішно працював у нових умовах радянської влади. Зокрема, він був одним із засновників Всеросійської спілки письменників, обраний її віце-президентом. Взимку 1918—1919 років організував Вільну академію духовної культури, де читав лекції з філософії та богослов'я, був її головою до 1922 року. Викладав етику слова в Державному інституті слова. Був обраний професором Московського університету. 1920-го року Бердяєва заарештували вперше. Тоді його допитував особисто Фелікс Дзержинський, він був глибоко вражений бесідою із філософом і визнав його ні в чому не винним, розпорядився відвезти філософа додому на автомобілі. Але вже другий арешт, 1922-го року, «підвів риску» під російським періодом життя і творчості Бердяєва: його вислали з більшовицької Росії за кордон. Це пізніше спричинило йому душевні страждання, ностальгію за Батьківщиною, проте зберегло життя. 

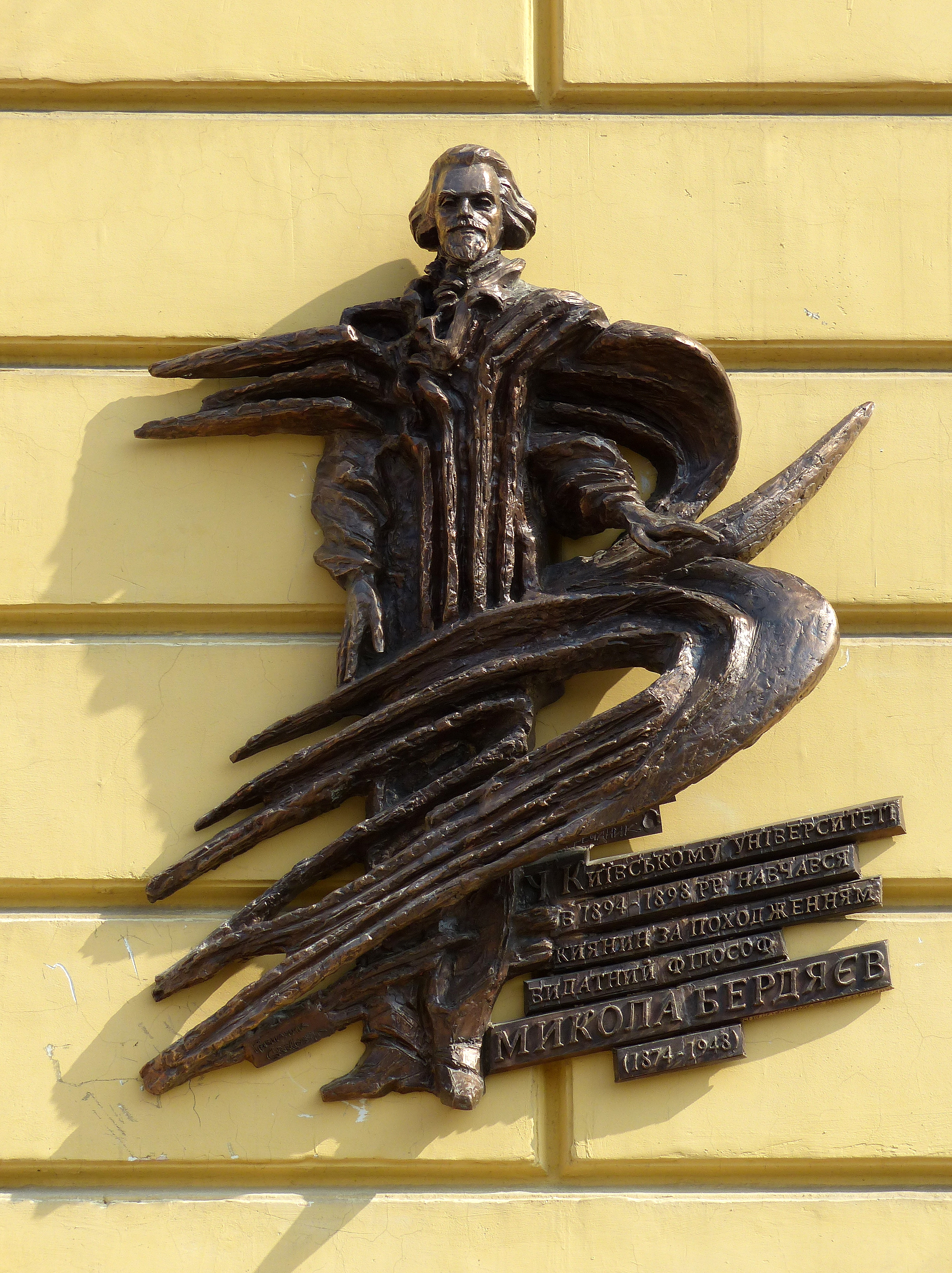
Меморіальна дошка Бердяєву в Києві на будинку Жовтого (філологічного) корпусу КНУ (б. Шевченка, 14). Скульптор — Ігор Гречаник (бронза, 160 см висоти, відкрито 19 квітня 2013 року

### В еміграції
Починаючи від вислання до Німеччини у 1922 році, Микола Бердяєв довіку був змушений жити в еміграції.
До 1924 року Бердяєв жив у Берліні, де організував Релігійно-філософську академію, брав участь у створенні Російського наукового інституту, Російського студентського християнського руху. Потім філософ переїхав у містечко Кламар під Парижем. Там він тривалий час був редактором заснованого ним релігійно-філософського журналу «Путь» — провідного видання російської еміграції, також очолював видавництво «YMCA-Press».
В еміграції Микола Бердяєв сумував за Батьківщиною, без надії мріяв повернутися до Росії, але зла за вимушену еміграцію ніколи не тримав:
|  | «Наша любов завжди повинна бути сильнішою нашої ненависті. Треба любити Росію та російський народ більше, ніж ненавидіти революцію та більшовиків» |

За рік до смерті (24 березня 1948 року) Миколу Олександровича було обрано почесним доктором теології Кембриджського університету. Цей вчений ступінь був практично єдиною відзнакою одного з найосвіченіших людей нашого часу. На Заході Микола Бердяєв отримав визнання як головний виразник традиції російської релігійно-ідеалістичної філософії та ідеолог антикомунізму; у Росії ж до ідей Бердяєва «повернулися» на короткий термін лише з демократизацією суспільного життя — виключно наприкінці 1980-х — середині 1990-х років.

## Творчість та ідеї
Микола Бердяєв залишив по собі близько 40 книг. Деякі з них з'являлися англійською або французькою мовами, і лише потім перекладалися російською. Одним із таких творів була книга «Витоки і сенс російського комунізму» (рос. Истоки и смысл русского коммунизма). У ній Бердяєв, як до нього Толстой і Достоєвський, на творах яких він учився, спробував відкрити для «Заходу» Росію, її ментальність, її внутрішні суперечності, її таємницю. Він проводить паралелі між Петром І та Леніним. Говорить про російський народ, який завжди шукав правди, хоч її не було і не могло бути у створеній через страшні жертви величезній державі-імперії. Згадує унікальність російської інтелігенції, яка утворилася з різних соціальних класів — з найкультурнішої частини дворянства, з дітей священників і дяків, із дрібних чиновників, міщан та навіть селян, але до якої могли зовсім не зараховуватися вчені та письменники. Показує, як різні епохи створювали різних людей, які виражали загальний дух свого часу: декабристів і комуністів, Разіних та Пугачових, Рудіних або Обломових. Ця книга та деякі інші стала результатом його довгих пошуків, коли він «намагався розгадати душу Росії та російського народу».
Найвищою цінністю для Бердяєва була людина та її свобода. Але він наголошує на тому, що це не просто, що свобода — то важке випробування, що подеколи легше залишитися у рабстві. Свобода є первинною, вона відкриває можливості творчості та створення всього нового, чого ще не було у світі. На противагу Ніцше, Бердяєв вважав, що демонізм, а не християнство, є мораллю рабів. Філософ зазначав:
|  | «Бунтують проти Бога раби Божі, діти Божі люблять Бога... Моє особисте переконання, що Бог присутній лише у свободі і діє через свободу» |

Саме творчість людини, за Бердяєвим, є новим одкровенням, тим, що людина може дати Богові. Бердяєв вважав, що не тільки Бог потрібен людині, але й людина Богу.
Творчість та ідеї М. Бердяєва певною мірою вплинули на католицького філософа Антанаса Мацейна (1908—1987).

## Книги
- Субъективизм и индивидуализм в общественной философии. СПб., 1901
- Новое религиозное сознание и общественность [Архівовано 28 квітня 2017 у Wayback Machine.] . СПб.: Издание М. В. Пирожкова, 1907. — 233 с.
- Sub specie aeternitalis. СПб., 1907—438 с.
- Духовный кризис интеллигенции. СПб, 1910.
- Философия свободы [Архівовано 25 квітня 2017 у Wayback Machine.] . М., Путь, 1911. — 254 с.
- Алексей Степанович Хомяков [Архівовано 12 травня 2017 у Wayback Machine.]  М., Путь, 1912—252 с.
- Душа России. М., изд. Сытина, 1915
- Смысл творчества (Опыт оправдания человека) [Архівовано 25 квітня 2017 у Wayback Machine.]. М., 1916, — 358 с.
- Судьба России (Опыты по психологии войны и национальности). Сборник статей 1914—1917 [Архівовано 19 квітня 2017 у Wayback Machine.] . М., 1918.
- Духовные основы русской революции (Сборник статей) [Архівовано 14 травня 2017 у Wayback Machine.]  (1917—1918)
- Миросозерцание Достоевского [Архівовано 25 березня 2017 у Wayback Machine.]. Прага: YMCA-Press, 1923. — 238 с.
- Философия неравенства. Письма к недругам по социальной философии [Архівовано 28 січня 2016 у Wayback Machine.]. Берлин: «Обелиск», 1923. — 246 с.
- Смысл истории [Архівовано 8 січня 2019 у Wayback Machine.]  — Берлин, Обелиск, 1923. — 268 с. Др. изд.: Париж: Ymca-press, 1969.
- Новое средневековье (Размышление о судьбе России) [Архівовано 24 березня 2017 у Wayback Machine.]. Берлин, Обелиск, 1924.
- Константин Леонтьев. Очерк из истории русской религиозной мысли [Архівовано 10 квітня 2017 у Wayback Machine.]  — Париж: Ymca-press, 1926. — 268 c.

- Философия свободного духа (Проблематика и апология христианства) [Архівовано 19 травня 2017 у Wayback Machine.]  (1927)
- О назначении человека (Опыт парадоксальной этики) [Архівовано 10 квітня 2017 у Wayback Machine.]. Париж: Современные записки, 1931. — 318 с.
- Русская религиозная психология и коммунистический атеизм [Архівовано 28 квітня 2017 у Wayback Machine.]. Париж: Ymca-press, 1931. — 48 c.
- Христианство и классовая борьба [Архівовано 25 квітня 2017 у Wayback Machine.]. Париж: Ymca-press, 1931. — 139 с.
- О самоубийстве. — Париж, 1931. — 46 с.
- Судьба человека в современном мире (К пониманию нашей эпохи) [Архівовано 3 травня 2017 у Wayback Machine.]. Париж, 1934. — 84 с.
- Я и мир объектов (Опыт философии одиночества и общения) [Архівовано 10 квітня 2017 у Wayback Machine.]. Париж: Ymca-press, 1934. — 187 с.
- Дух и реальность (Основы богочеловеческой духовности) [Архівовано 10 квітня 2017 у Wayback Machine.] (1935)
- Истоки и смысл русского коммунизма [Архівовано 20 травня 2017 у Wayback Machine.] (на нем. 1938; на рус. 1955)
- О рабстве и свободе человека (Опыт персоналистической философии) [Архівовано 10 квітня 2017 у Wayback Machine.]. Париж: Ymca-press, 1939. — 222 с.
- Самопознание (Опыт философской автобиографии) [Архівовано 20 травня 2017 у Wayback Machine.] (1940, изд. 1949)
- Творчество и объективация (Опыт эсхатологической метафизики) [Архівовано 12 квітня 2017 у Wayback Machine.] (1941, изд. 1947)
- Экзистенциальная диалектика божественного и человеческого [Архівовано 10 квітня 2017 у Wayback Machine.] . Париж: Ymca-press, 1952. — 246 с. (1944—1945; на фр. 1947, на рус. 1952)
- Русская идея (Основные проблемы русской мысли XIX века и начала XX века) [Архівовано 19 червня 2017 у Wayback Machine.]. Париж, 1946. — 260 с.
- Опыт эсхатологической метафизики. Париж, 1947
- Царство Духа и царство Кесаря [Архівовано 10 квітня 2017 у Wayback Machine.]. Париж: Ymca-press, 1951. — 165 c.
- Истина и откровение. Пролегомены к критике Откровения [Архівовано 3 травня 2017 у Wayback Machine.] (1946—1947; на рус. 1996)
- Субъективизм и индивидуализм в общественной философии. Критический этюд о. Н. К. Михайловском. [Архівовано 10 квітня 2017 у Wayback Machine.] Спб 1901